# Rosario Dawson
Rosário Isabel Dawson (Nova Iorque, 9 de maio de 1979) é uma atriz, produtora, cantora, compositora, escritora e ativista estadunidense, de ascendência afro-cubana. É conhecida por interpretar Ahsoka Tano, a ex-aprendiz de Anakin Skywalker na série do Disney+ The Mandalorian. 
Sua carreira cinematográfica começou por acaso, quando o cineasta Larry Clark e Harmony Korine viu-a numa rua em Manhattan e convidou-a para um filme que estava produzindo. Esse filme, Kids, tornou-se sucesso de crítica e a interpretação de Rosario bastante elogiada. Outros trabalhos pelos quais é conhecida foram nos filmes Sin City, Rent, Death Proof, Percy Jackson & the Olympians: The Lightning Thief Trance e Jane The Virgin, onde interpretou, Jane Ramos "J.R."

## Filmografia

### Filme
| Ano  | Título                                             | Papel                                   | Notas            |
| ---- | -------------------------------------------------- | --------------------------------------- | ---------------- |
| 1995 | Kids                                               | Ruby                                    |                  |
| 1997 | Girls' Night Out                                   | Girl                                    | Curta-metragem   |
| 1998 | He Got Game                                        | Lala Bonilla                            |                  |
| 1998 | Side Streets                                       | Marisol Hidalgo                         |                  |
| 1999 | Light It Up                                        | Stephanie Williams                      |                  |
| 2000 | Down to You                                        | Lana                                    |                  |
| 2000 | King of the Jungle                                 | Veronica                                |                  |
| 2001 | Josie and the Pussycats                            | Valerie Brown                           |                  |
| 2001 | Sidewalks of New York                              | Maria Tedesko                           |                  |
| 2001 | Trigger Happy                                      | Dee                                     |                  |
| 2001 | Chelsea Walls                                      | Audrey                                  |                  |
| 2002 | Ash Wednesday                                      | Grace Quinonez                          |                  |
| 2002 | The First $20 Million Is Always the Hardest        | Alisa                                   |                  |
| 2002 | Men in Black II                                    | Laura Vasquez                           |                  |
| 2002 | The Adventures of Pluto Nash                       | Dina Lake                               |                  |
| 2002 | Love in the Time of Money                          | Anna                                    |                  |
| 2002 | 25th Hour                                          | Naturelle Riviera                       |                  |
| 2003 | V-Day: Until the Violence Stops                    | Ela mesma                               |                  |
| 2003 | This Girl's Life                                   | Martine                                 |                  |
| 2003 | Shattered Glass                                    | Andy Fox                                |                  |
| 2003 | The Rundown                                        | Mariana                                 |                  |
| 2004 | Alexander                                          | Roxana                                  |                  |
| 2005 | This Revolution                                    | Tina Santiago                           |                  |
| 2005 | Sin City                                           | Gail                                    |                  |
| 2005 | Little Black Dress                                 | Haley                                   | Curta-metragem   |
| 2005 | Rent                                               | Mimi Marquez                            |                  |
| 2006 | Clerks II                                          | Rebecca "Becky" Scott                   |                  |
| 2006 | A Guide to Recognizing Your Saints                 | Laurie                                  |                  |
| 2007 | Death Proof                                        | Abernathy Ross                          |                  |
| 2007 | Descent                                            | Maya                                    | Também produtora |
| 2008 | Explicit Ills                                      | Mãe de Babo                             |                  |
| 2008 | Eagle Eye                                          | Zoe Perez                               |                  |
| 2008 | Killshot                                           | Donna                                   |                  |
| 2008 | Seven Pounds                                       | Emily Posa                              |                  |
| 2009 | Wonder Woman                                       | Artemis (voz)                           |                  |
| 2009 | The Haunted World of El Superbeasto                | Velvet Von Black (voz)                  |                  |
| 2009 | The People Speak                                   | Ela mesma                               |                  |
| 2010 | Awake                                              | Robin                                   | Curta-metragem   |
| 2010 | Percy Jackson & the Olympians: The Lightning Thief | Persephone                              |                  |
| 2010 | Unstoppable                                        | Connie Hooper                           |                  |
| 2011 | Miss Representation                                | Ela mesma                               |                  |
| 2011 | Girl Walks into a Bar                              | June                                    |                  |
| 2011 | Zookeeper                                          | Kate                                    |                  |
| 2011 | 10 Years                                           | Mary                                    |                  |
| 2012 | Fire with Fire                                     | Talia Durham                            |                  |
| 2012 | Hotel Noir                                         | Sevilla, a criada                       |                  |
| 2013 | Trance                                             | Elizabeth Lamb                          |                  |
| 2013 | Gimme Shelter                                      | June Bailey                             |                  |
| 2013 | César Chávez                                       | Dolores Huerta                          |                  |
| 2013 | Parts per Billion                                  | Mia                                     |                  |
| 2013 | Raze                                               | Rachel                                  |                  |
| 2013 | Superfly                                           | Frankie                                 |                  |
| 2014 | Sin City: A Dame to Kill For                       | Gail                                    |                  |
| 2014 | The Ever After                                     | Ela mesma                               |                  |
| 2014 | The Captive                                        | Nicole                                  |                  |
| 2014 | Top Five                                           | Chelsea Brown                           |                  |
| 2015 | Tinker Bell and the Legend of the NeverBeast       | Nyx (voz)                               |                  |
| 2015 | Justice League: Throne of Atlantis                 | Princesa Diana / Mulher-Maravilha (voz) |                  |
| 2015 | Puerto Ricans in Paris                             | Vanessa                                 |                  |
| 2016 | Justice League vs. Teen Titans                     | Princesa Diana / Mulher-Maravilha (voz) |                  |
| 2016 | Ratchet & Clank                                    | Elaris (voz)                            |                  |
| 2017 | Justice League Dark                                | Princesa Diana / Mulher-Maravilha (voz) |                  |
| 2017 | The Lego Batman Movie                              | Barbara Gordon / Batgirl (voz)          |                  |
| 2017 | Unforgettable                                      | Julia Banks                             |                  |
| 2017 | Krystal                                            | Krystal Bryant                          |                  |
| 2018 | Sorry to Bother You                                | Voz do elevador (voz)                   |                  |
| 2018 | The Death of Superman                              | Princesa Diana / Mulher-Maravilha (Voz) |                  |
| 2018 | Henchmen                                           | Jolene (voz)                            |                  |
| 2019 | Zombieland: Double Tap                             | Nevada                                  |                  |
| 2019 | Wonder Woman: Bloodlines                           | Princesa Diana / Mulher-Maravilha (Voz) |                  |
| 2019 | Someone Great                                      | Hannah                                  |                  |
| 2020 | Justice League Dark: Apokolips War                 | Princesa Diana / Mulher-Maravilha (Voz) |                  |
| 2023 | Haunted Mansion                                    | Gabbie                                  |                  |

### Televisão
| Ano       | Título                | Papel             | Notas                                           |
| --------- | --------------------- | ----------------- | ----------------------------------------------- |
| 2003      | Punk'd                | Ela mesma         | Temporada 1; episódio 8                         |
| 2007      | Robot Chicken         | Vários (voz)      | Episódio: "More Blood, More Chocolate"          |
| 2008      | Gemini Division       | Anna Diaz         | Série online; 50 episódios; produtora executiva |
| 2009      | Saturday Night Live   | Herself           | Episódio: "Rosario Dawson/Fleet Foxes"          |
| 2009      | SpongeBob SquarePants | Herself           | Episódio: "Truth or Square"                     |
| 2011      | Five                  | Lili              | Filme para TV                                   |
| 2015–2018 | Daredevil             | Claire Temple     | 8 episódios                                     |
| 2015–2018 | Jessica Jones         | Claire Temple     | Episódio: "AKA Smile"                           |
| 2016–2018 | Luke Cage             | Claire Temple     | 12 episódios                                    |
| 2017      | Iron Fist             | Claire Temple     | 6 episódios                                     |
| 2017      | The Defenders         | Claire Temple     | Minissérie; 6 episódios                         |
| 2018–2019 | Jane the Virgin       | Jane "J.R." Ramos | 10 episódios                                    |
| 2018      | Elena of Avalor       | Daria (voz)       | 2 episódios                                     |
| 2019      | Weird City            | Delt              | Temporada 1, Episódio 2: "A Family"             |
| 2020      | The Mandalorian       | Ahsoka Tano       | Temporada 2, Episódio: Capítulo 13: "A Jedi"    |
| 2022      | Ashoka                | Ahsoka Tano       | Protagonista                                    |

### Clipe Musical
| Ano  | Artista                 | Canção           | Notas                           |
| ---- | ----------------------- | ---------------- | ------------------------------- |
| 1999 | Chemical Brothers       | "Out of Control" |                                 |
| 2002 | Aaliyah                 | "Miss You"       | Cameo                           |
| 2017 | Jay Z featuring Beyoncé | "Family Feud"    | Vídeo promocionala para a Tidal |

### Video games
| Ano  | Título                                          | Papel de Voz              |
| ---- | ----------------------------------------------- | ------------------------- |
| 2006 | Marc Eckō's Getting Up: Contents Under Pressure | Tina                      |
| 2012 | Syndicate                                       | Lily Drawl                |
| 2016 | Ratchet & Clank                                 | Elaris                    |
| 2016 | Dishonored 2                                    | Meagan Foster/Billie Lurk |
| 2017 | Wilson's Heart                                  | Elsa Wolcott              |
| 2017 | Dishonored: Death of the Outsider               | Billie Lurk               |
| 2019 | NBA 2K20                                        | Isa                       |
| 2022 | Dying Light 2 Stay Human                        | Lawan                     |

### Audio Books
| Ano  | Título  | Autor     |
| ---- | ------- | --------- |
| 2017 | Artemis | Andy Weir |